# Canny-sur-Thérain
Canny-sur-Thérain è un comune francese di 204 abitanti situato nel dipartimento dell'Oise della regione dell'Alta Francia.

## Società

### Evoluzione demografica
Abitanti censiti